# Famille de Cordon
La famille de Cordon est une ancienne famille noble savoyarde, puis française subsistante, d'origine chevaleresque dont le berceau est Cordon dans le Bugey et dont la filiation est établie depuis le XIIIe siècle.
Famille vassale des comtes de Savoie, elle est admise aux Honneurs de la Cour de France. Le généalogiste Samuel Guichenon (1650) débute la notice familiale ainsi « cette famille est de la bonne marque, et doit tenir rang parmy les plus anciennes et les plus illustres du Bugey. »

## Histoire
Le berceau de cette famille semble très probablement la seigneurie de Cordon, qui se situe sur la rive droite du Rhône, dans la région du Bugey. Suivant Guichenon, le château de Cordon « aurait été donné par l'empereur Henri IV au comte Amédée II de Savoie ». Paul Guillemot, dans sa Monographie historique du Bugey (1847), indique que « la seigneurie de Cordon, après avoir été donnée en apanage à des princes et à des princesses de Savoie, fut inféodée à la famille du nom de Cordon, vers le milieu du XIVe siècle, les sous-fiefs d'Evieu, de Pluvy, de Vérin et du Crozet en dépendaient ».

« L'un des plus anciens mandements du Bugey est celui de Cordon qui autrefois faisait partie de la seigneurie de Bugey lors que l'Empereur Henri en l'an 1137 en fit investiture à Amé II du nom, comte de Maurienne. La première aliénation qui s'en fit fut par l'apanage de Louys de Savoye II du nom Baron de Vaud auquel on bailla les mandements de Cordon et de Pierre Chastel avec le Valromey. Mais Jean de Savoye aussi Seigneur de Vaud, de Bugey et de Valromey, mary de Marguerite de Chalon, laissa les Seigneuries, châteaux  et mandements de Cordon de Pierre Chastel et de Virieu le Grand à sa dite femme pour ses droits  lesquelles terres elle remit auprès du Comte Verd en l'an 1366. Par ce moyen Cordon et son mandement retournerait  au pouvoir des comtes de Savoye, de qui ceux de la Maison de Cordon en Bugey, gentils hommes très anciens en eurent inféodation en toute justice, haute moyenne et basse. Mais toute cette belle terre ayant été confisquée par Amé VIII duc de Savoye sur Aynard de Cordon, Chevalier Seigneur dudit lieu. Ainsi la Maison de Cordon fut longtemps privée de la justice entière de ce mandement n'ayant pu recouvrer que celle de quelques terres particulières ou dépendantes dont il y eut nouvelle inféodation. Enfin Claude de Cordon Escuyer, Conseiller et Maître d'Hôtel de Charles Duc de Savoye, eut de ce Prince pour reconnaissance de ses services la justice haute moyenne et basse, tant au château de Cordon que dans tout son mandement (Titre au château d'Evieu). En conséquence de quoi par lettres datées à Chambéry le 6 juillet 1508, le Prince lui permit de faire dresser des fourches patibulaires à trois piliers pour l'exercice de ladite justice. Depuis ce temps là, ceux de la Maison de Cordon qui sont les seigneurs d'Evieu et de Pluvy, ont toujours joui de ladite Seigneurie de Cordon de père à fils. »

— Samuel Guichenon, (1650)
La première généalogie publiée de la famille de Cordon est dû aux travaux du généalogiste Samuel Guichenon. Il débute la présentation de cette famille, dans son Histoire de Bresse et de Bugey (1650), par ces mots : « Cette famille est de la bonne marque, et doit tenir rang parmi les plus anciennes et les plus illustres du Bugey ». L'auteur du XVIIe siècle présente une filiation depuis les débuts du XIIIe siècle ainsi que différents titres. Cependant, le généalogiste Amédée de Foras, dans son Armorial et nobiliaire de l'ancien duché de Savoie (1878), indique avoir « trouvé fort peu de titres sur cette famille et je n'ai pu contrôler l'exactitude de Guichenon ».
L'histoire et la filiation de la famille de Cordon débute avec le chevalier Josselin de Cordon, seigneur de Cordon, vivant en 1200. Celui-ci eut trois fils : Guy, Josselin II et Guillaume de Cordon. Un Bernard de Cordon vivait en 1182.
Selon une vieille généalogie de la Maison de Cordon, Guillaume de Cordon, seigneur de Cordon et d'Evieu, et sa femme Marie de Miribel sont les parents de Marie qui épouse François Alleman seigneur de Laval dont Hélène Alleman de Laval mère de l'illustre chevalier Bayard[réf. incomplète].
La descendance actuelle de cette famille est issue de Georges de Cordon seigneur des Marches dont le fils Benoît de Cordon, co-seigneur des Marches est légitimé en 1558.
Elle est adhérente à l'Association d'entraide de la noblesse française, depuis 1963,.

## Héraldique
| Maison de Cordon | Les armes de la famille de Cordon se blasonnent ainsi : Écartelé d'argent et de gueules., Cimier : un lion coupé d'argent et de gueules, selon Guichenon, Support : deux lions de même, selon Guichenon, Devise : Omnia sponte ou Tout sans contrainte, |

### Branches
- Cordon de La Balme, éteinte en 1839 ;
- Cordon de Veyrin.

## Filiation
- Josselin de Cordon (vivant en 1200)[4]
  - Guy de Cordon, chevalier.
  - Josselin II de Cordon, chevalier. Celui-ci, en l'an 1233 en considération de Guillaume de Cordon (son frère), donna au chapitre de Belley son passage au pont de Cordon sur le Rhône[13].
    - Josselinet de Cordon (vivant en 1280), damoiseau.
      - Emydon de Cordon (vivant en 1287), prieur de Chamous en 1287.
      - Berlione de Cordon (vivant en 1292)
      - Léonarde de Cordon (vivant en 1292)

  - Guillaume de Cordon (vivant en 1344), chevalier[14].
    - Rodolphe de Cordon (vivant en 1362)[14].

## Personnalités

### Laïcs
- Antoine de Cordon, seigneur des Marches, Gouverneur de Nice (1507).
- Claude de Cordon, frère du précédent, gouverneur de Nice, maître d'hôtel des ducs Philibert II et Charles II de Savoie.
- Jacques de Cordon (vivant en 1696), seigneur d'Evieu, père de Louise de Cordon, femme de Pantaléon Costa, comte de Saint-Remy.
- Joseph de Cordon, comte, marié à Sébastienne-Pétronille de Seyssel du Châtelard qui lui apporte tous les biens hérités des Seyssel-La Balme et des Seyssel-Choisel[15]
- Paul de Cordon (1908-1998), photographe français.

### Religieux
- Guillaume de Cordon, prieur de Belley[3].
- Deux chanoines-comtes de Saint-Jean de Lyon (1770, 1778)[16].
  - Henri de Cordon, vicaire général d'Embrun, Abbé de Fontmorigny, chantre, chanoine-comte de Lyon (1770)[16].

Deux membres ont appartenu à l'ordre de Saint-Jean de Jérusalem,, :
- Jacques (I) de Cordon d'Evieu (1568-1646). Fils de Philibert de Cordon et Anne de Maubec, chevalier de l'ordre de Saint-Jean de Jérusalem (1585)[20], commandeur de Modieu en Limousin (vers 1608)[21], de Compesières en Genevois (1617)[21]. Le commandeur du Genevois a fait l'objet d'un ouvrage Histoire de la vie d'illustre Frère Jacques de Cordon d'Evieu (Lyon, 1662) par le père Marc-Antoine Calemard , de la Compagnie de Jésus.
- Jacques (II) de Cordon (v. 1598 — † après 1681). Fils de Marc de Cordon et Marguerite de Grolée, neveu du précédent. Chevalier de l'ordre de Saint-Jean de Jérusalem (1614)[20]. Il exerça les fonctions de commandeur avant d'être grand maréchal à la langue d'Auvergne, puis de prieur de Lyon. Il fut ambassadeur de l'Ordre auprès des papes Innocent X et Alexandre VII[22]. « En 1672, il donna procuration à son neveu Anthelme Maréchal, chanoine de Belley et prieur de Saint-Benoît, pour la direction du bailliage de Lyon et des commanderies du Genevois, Morterol, Bellecombe et Verrière »[22]. Un portrait de lui peint par Mignard est conservé au musée National des Beaux-Arts à La Valette et il possède un cénotaphe dans la co-cathédrale Saint-Jean de La Valette[23].

## Titres
Liste non exhaustive des titres que portent ou portèrent suivant les périodes les sires de Cordon :
- Comtes de Cordon[8] ; de La Balme (Lettres patentes 1841), en faveur du major Jean-Jacques de Cordon, par lettres patentes du roi Charles-Albert, le 20 mai 1841[24].
- seigneurs Cordon, des Marches et d'Évieu (villages de Saint-Benoît), de Pluvy (Izieu), de La Balme, de Veyrin et de Croset (villages de Montceaux)[8], ainsi que de Morestel, de Passin (Champagne-en-Valromey), de Saint-Denis.

## Alliances
Les principales alliances de la famille de Cordon sont, : Alleman, de Chambut, Costa de Saint-Rémy, de Duyn, du Faur de Pibrac, de Fontane, de Gerbais, de Grolée, de Klopstein, de La Balme, de La Forest, de La Mar, Le Bègue de Germiny, Mareschal, de Maubec, de Maumigny, de Menthon, de Miribel, de Montgolfier, Noyel de Bellegarde, de Quatrebarbes, de Ravinel, Roy de La Chaise, de Seyssel, de Stabenrath, Tarbé de Saint-Hardouin, de Thoire, de Viry, de Suares d'Almeyda, Drouilhet de Sigalas, Babaud de Monvallier, Huchet de La Bédoyère.

## Possessions
Liste non exhaustive des possessions tenues en nom propre ou en fief de la famille de Cordon :
- château de la Barre, à Brégnier-Cordon (av.1374-1435)[14] ;
- maison forte de Choisel, à Saint-Paul ;
- château de Cordon, à Brégnier-Cordon (après 1366-1434) puis (1508-1696)[4] ;
- maison forte d'Évieu, à Saint-Benoît[27]. ;
- château des Marches, Les Marches[28] ;
- château de La Mar, dit château de Cordon, à Jongieux (achat en 1898)[29] ;
- château de Saint-Denis-en-Bugey, à Saint-Denis-en-Bugey (XVIe siècle)[30].